# William Pinkney

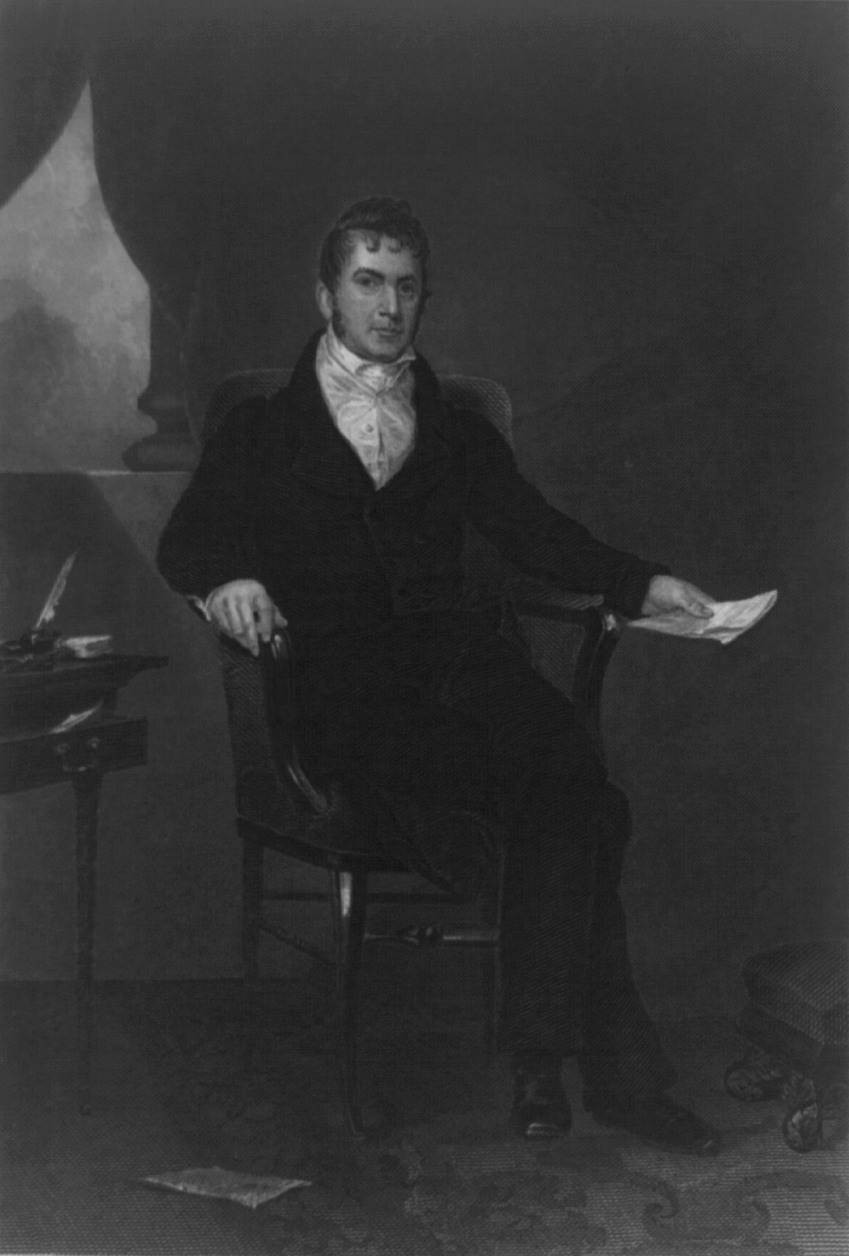
William Pinkney

William Pinkney (* 17. März 1764 in Annapolis, Province of Maryland; † 25. Februar 1822 in Washington, D.C.) war ein US-amerikanischer Jurist,  Diplomat, US-Senator und Justizminister (Attorney General).

## Studium und berufliche Laufbahn
Pinkney absolvierte Studien der Medizin sowie der Rechtswissenschaften. Nach der anwaltlichen Zulassung 1786 war er einige Jahre als Rechtsanwalt im Harford County tätig. Während des Britisch-Amerikanischen Krieges von 1812 diente er als Major in der United States Army. Als solcher wurde er in der Schlacht bei Bladensburg am 24. August 1814 verwundet.

## Politische Laufbahn

### Abgeordneter und Bürgermeister
Pinkney wurde schon frühzeitig auch politisch aktiv als Mitglied des Verfassungskonvents von Maryland. Von 1786 bis 1792 saß er erstmals im Abgeordnetenhaus von Maryland. 1791 gehörte er für kurze Zeit dem Repräsentantenhaus der Vereinigten Staaten an, wo er den dritten Kongresswahlbezirk von Maryland vertrat.
Nach einer erneuten Mitgliedschaft im Abgeordnetenhaus von Maryland im Jahr 1795 war er von 1795 bis 1800 Bürgermeister von Annapolis. Von 1805 bis 1806 war er Attorney General von Maryland. 1811 wurde Pinkney Mitglied des Senats von Maryland. Nach dem Britisch-Amerikanischen Krieg war er von 1815 bis 1816 wiederum als Vertreter des fünften Kongresswahlbezirks von Maryland Abgeordneter im US-Repräsentantenhaus.

### Diplomat, Justizminister und US-Senator
Neben seiner politischen Laufbahn übernahm er auch diplomatische Posten. Von 1806 bis 1807 war er zunächst neben James Monroe Gesandter und danach als dessen Nachfolger von 1808 bis 1811 Bevollmächtigter Gesandter im Vereinigten Königreich.
Am 11. Dezember 1811 berief ihn US-Präsident James Madison als Attorney General in sein Kabinett. Dieses Amt übte er bis zu seiner Ablösung durch Richard Rush am 9. Februar 1814 aus.
Von 1816 bis 1818 übernahm er als Bevollmächtigter Gesandter in Russland wiederum eine Tätigkeit im Diplomatischen Corps. Während dieser Zeit wurde er auch mit einer Sondermission in Neapel betraut.
Zuletzt war Pinkney, der der Demokratisch-Republikanischen Partei angehörte, von 1819 bis zu seinem Tod 1822 US-Senator.